# 魏锺铨
魏锺铨（1937年11月—2019年10月3日），江苏无锡人，中华人民共和国卫星专家，“风云二号”气象卫星及“遥感卫星一号”总设计师，中国静止气象卫星、雷达遥感卫星的开拓者。

## 生平
1937年11月出生于江苏无锡，1954年考入复旦大学数学系，1958年毕业后分配到中国科学院电子所。1959年被中科院推选出席全国群英会。1965年参与了东方红一号的研制。
1969年调入上海华银机器厂（航天八院509所前身），历任副总工程师、副所长、卫星总设计师等。
1993年担任八院科技委副主任，先后担任风云二号、遥感卫星一号总设计师。2004年任新型遥感卫星工程总师。
2019年10月3日，魏锺铨在太原卫星发射中心工作期间去世，享年81岁。

## 荣誉
1992年获国务院特殊津贴，2001年获国家863计划突出贡献奖。2006年，风云二号卫星获国防科技进步一等奖，次年，遥感卫星一号获国防科技进步特等奖。2007年被授予全国五一劳动奖章。